# Henrik Grimbäck
Henrik Grimbäck, född 1985, är en svensk teaterregissör, dramatiker och scenkonstnär verksam i Malmö och Köpenhamn. Hans föreställningar präglas av visuella grepp, publikinteraktion och ett uttalat intresse för samtidsfrågor.

## Bakgrund och utbildning
Grimbäck växte upp i Eslöv i Skåne och var under studenttiden i Lund aktiv i Lunds Studentteater. Han examinerades från |Den Danske Scenekunstskoles regilinje 2016.

## Karriär

### MartyrMuseum och internationellt genombrott (2016)
Grimbäcks internationella genombrott kom redan före examen, genom det tvärkonstnärliga verket MartyrMuseum , skapat tillsammans med konstnärskollektivet "The Other Eye of The Tiger" (TOETT) vilket Grimbäck var med och grundade. Verket placerade historiska martyrer som Jeanne d’Arc, katoliken Maximilliam Kolbe och Sokrates bredvid samtida martyrer utsedda av den Iranska staten, al-Qaida och IS vilket väckte debatt omkring martyrbegreppet i internationella medier. 

### ”Det ny kongelige teater” – Teater Momentum (2016–2017)
Direkt efter examen utsågs Grimbäck till konstnärlig ledare för Teater Momentum i Odense. Under säsongen 2016/17 lanserade han konceptet Det ny kongelige teater där teatern parallelltolkade nationalscenens repertoar, något som uppmärksammades som ett nyskapande sätt att omförhandla begreppet nationalteater och som sedan lade grunden till nätverket "Alternativ National Theatres of Europe".

## Konstnärlig profil
Grimbäck har vid flertalet tillfällen uttalat sig om vikten av kollektivt skapande men också om sin ambition om att förnya teatern. Många av Grimbäcks föreställningar har skrivits av honom själv eller tillsammans med andra. Hans intresse för ny dramatik återspelgas även i hans arbete på Det Kongelige Teater där han varit med och utvecklat många texter under "kgl dansk", teaterns laboratorium för ny dansk dramatik. En av dem blev till föreställningen Regnbuefar på Det Kongelige Teater och var en del av repertoiren 2020.
Kritiker beskriver Grimbäcks regi som ”Pirrande vacker och oavvisligt smärtsam” och lyfter hans förmåga att förena avancerade visuella kompositioner med publikinteraktioner. I ELIA-rapporten NXT – Making a Living from the Arts (2018) nämns Grimbäck som exempel på en ny generation konstnärer som verkar i kreativa hubbar och kombinerar institutionellt arbete med experimentella format.

## Utmärkelser och stipendier
- Talentpris – Statens Kunstfond (Danmark) – 2016[3]
- Nominerad till Det fynske kulturpris – 2017[3]
- Malmö stads kulturpris – 2018[9]
- Arbetsstipendium – Statens Kunstfond – 2022[10]
- Arbetsstipendium – Statens Kunstfond – 2024[11]

## Produktioner i urval
| År   | Produktion                    | Scen/Ort                                      | Kommentar                                         |
| ---- | ----------------------------- | --------------------------------------------- | ------------------------------------------------- |
| 2016 | MartyrMuseum                  | Sort/Hvid, Köpenhamn                          | Tvärkonstnärligt imersivt verk                    |
| 2016 | Ødipus/Antigone               | Teater Momentum, Odense                       | En del av det ny Kongelige Teater                 |
| 2018 | Faust                         | Mungo Park, Allerød                           | Nytolkning av Goetheklassikern                    |
| 2019 | Anne og empatikrisen          | Teater Republique & Sir Grand Lear, Köpenhamn | Teaterserie om västvärldens relation till empati  |
| 2020 | NUL                           | Sort/Hvid, Köpenhamn                          | Interaktiv monolog om alternativa samhällssystem  |
| 2020 | Regnbuefar                    | Det Kongelige Teater, Köpenhamn               | Undersökning kring bildandet av en regnbågsfamilj |
| 2021 | Ett år av magiskt tänkande    | Regionteatern Blekinge/Kronoberg, Växjö       | Dramatisering av Joan Dideons roman.              |
| 2023 | Man skulle nok have været der | Det Kongelige Teater, Köpenhamn               | Dramatisering av Thomas Korsgaards roman          |
| 2023 | Peer Gynt?                    | Husets Teater/Toaster, Köpenhamn              | Immersiv Ibsen-dekonstruktion                     |
| 2024 | I tilfælde af…                | Det Kongelige Teater, Köpenhamn               | Howard Barkers Moderna klassiker om våldets fasor |